# Miguel Bosch y Juliá
Miguel Bosch y Juliá (Martorell, 1818-Madrid, 1879) fue un ingeniero de montes, académico y profesor español.

## Biografía
Nacido el 13 de abril de 1818 en Martorell, después de haber estudiado en las clases establecidas por la Junta de Comercio de Cataluña tomó el título de regente en la asignatura de Historia natural. Desempeñó la cátedra de botánica en la Escuela sostenida por dicha Junta, y en 1848 fue nombrado profesor del Cuerpo de ingenieros de Montes y posteriormente su director, cargo que desempeñó hasta el año 1877, en que renunció.
Colaboró en la redacción del Diccionario de agricultura práctica, publicado por Agustín Esteban Collantes (Madrid, 1851-1855), y publicó varios artículos en el periódico El Dertosense y en la Revista Forestal. Fue miembro de la Sociedad Filomática y de la Real Academia de Ciencias naturales y Artes de Barcelona y de las Económicas de Amigos del País de Madrid y Tortosa, y vocal de la Junta facultativa de Montes. Fallecido el 1 de marzo de 1879 en Madrid, fue autor de títulos como Manual de botánica, aplicada á la agricultura y á la industria (1858) y Manual de mineralogía, aplicada á la agricultura y á la industria (1858).